# David Camus
David Camus (Grasse, Francia, 1970) es un traductor y escritor francés. Ha trabajado como editor, traductor y realizando documentales para la televisión.
Es el nieto de Albert Camus, quien ganó el Premio Nobel en 1957 . Esto ha retrasado mucho su debut literario, por miedo a ser comparado con su abuelo. Por esta razón eligió la novela histórica como punto de partida, explicando: " Quería probar mi mano en un género en el que mi abuelo no había puesto los pies".
En 2005 publicó su primer libro, Les Chevaliers du Royaume. El libro es el primero de una serie, que consta de tres libros, titulada Roman de la Croix. En 2008, Camus escribió su segundo libro de la serie, titulado Morgennes (en España, La espada de San Jorge). La salida del tercer libro de la serie de fue a final de 2009.

### Le Roman de la Croix
- Les Chevaliers du Royaume (en España, "Caballeros de la Vera Cruz"). 2005
- Morgennes (en España, "La Espada de San Jorge"). 2008
- Crucifère (en España, "Las Siete Puertas del Infierno"). 2009